# Kedei Zoltán
Kedei Zoltán (Rava, 1929. november 29. – Marosvásárhely, 2020. december 26.) erdélyi magyar festőművész, Marosvásárhelyen tevékenykedett.

## Életútja
Apja Kedei Dénes gazdálkodó, anyja Kecskés Jolán volt. 1936–41 Ravában járt iskolába. 1941–49-ben a székelykeresztúri Orbán Balázs Unitárius Gimnáziumban tanult, ott érettségizett. 1949–50-ben tanítóként dolgozott a Hargita megyei Üknyéden, majd Zetelakán. 
1950-ben elvették házukat, földjeiket, megfosztották javaiktól, s a családot a falu elhagyására kényszerítették. Marosvásárhelyen telepedtek le. 1951-ben sikeresen felvételizett a kolozsvári Ion Andreescu Képzőművészeti Főiskolára. Az anyagi és társadalmi helyzete miatt vissza kellett mennie a tanügybe. Korondon tanított az általános iskolában.  
1952-től három évig teljesített munkaszolgálatot. 1955-ben Marosvásárhelyen telepedett le, ott éltek szülei is. Házasságot kötött a kisgalambfalvi Szabó Erzsébettel. Az Elektromaros vállalatnál tisztviselőként dolgozott nyugdíjazásáig. A Népművészeti Iskola festészeti szakán szerzett diplomát (1955–58). 1962 és 2020 között festőművészként volt jelen Marosvásárhely művészeti életében. Tartományi, megyei, csoportos és egyéni kiállításokon vett részt. 
1962-ben tanulmányi kirándulásra ment Budapestre, ahol múzeumokat, képtárakat látogatott. 1967-ben volt első egyéni kiállítása a marosvásárhelyi Kultúrpalota kiállítótermeiben. 1968-tól tagja volt a Képzőművészeti Alapnak. Tanulmányi kirándulást tett Csehországba (Prága, Brno), később Lengyelországban (Krakkó, Auschwitz), Szlovákiában (Kassa, Pozsony). 1979 és 1990 között jelen volt a homoródszentmártoni képzőművészeti alkotótáborban, tíz alkalommal. 1979-97 között részt vett a makfalvi Nagy Pál Képzőművészeti Alkotótáborban. 
1986-ban közös kiállításon szerepelt fiával, V. Kedei Zoltán festőművésszel Budapesten az Eötvös József Collegiumban. 1990-ben részt vett a hortobágyi alkotótáborban. 1991-ben közös kiállításon szerepelt V. Kedei Zoltán festőművésszel a hatvani Múzeumban. 1994-ben kiállító művészként és szervezőként vett részt az erdélyi magyar képzőművészek első kiállításán Marosvásárhelyen. 1996-ban jelen volt a kézdivásárhelyi Incitato művésztelepen. 1996 és 1999 között részt vett a kőteleki alkotótáborban (Magyarország). 1997-ben a makfalvi alkotótábor egy csoportjával tanulmányi kirándulást tett Párizs, Corbreuse, Dourdan, Chartres városokban (Franciaország). 1998-ban tagja lett a Romániai Képzőművészek Szövetségének. 1999-ben retrospektív kiállítása nyílt a 70. születésnapja kapcsán a marosvásárhelyi Kultúrpalotában. 
2000-ben tiszteletbeli taggá választották a Calgaryban (Kanada) működő MILLARSUNA művésztársaságnak.
2003-ban tanulmányi kirándulást tett Olaszországban, megtekintette az 50. Velencei biennálét.
2019-ben rendezték meg a Kedei`90 retrospektív kiállítást (Art Nouveau Galéria, Kultúrpalota, Marosvásárhely).

## Egyéni kiállítások (válogatás)
- 1967 Marosvásárhely
- 1972 Székelyudvarhely
- 1972 Székelykeresztúr
- 1976 Marosvásárhely
- 1981 Marosvásárhely
- 1988 Marosvásárhely
- 1989 New York
- 1990 Debrecen
- 1993 Marosvásárhely
- 1999 Szolnok
- 1999 Marosvásárhely
- 2000 Calgary
- 2018 Marosvásárhely
- 2019 Marosvásárhely

## Csoportos kiállítások (válogatás)
- 1962 Marosvásárhely
- 1966 Csíkszereda
- 1968 Gyulafehérvár
- 1972 Gyergyószárhegy
- 1974 Kovászna
- 1974 Zerind
- 1979 Makfalva
- 1981 Homoródszentmárton
- 1984 Kolozsvár
- 1985 Kovászna
- 1986 Budapest
- 1991 Hatvan
- 1997 Budapest
- 1997 Corbreuse
- 2000 Budapest
- 2000 Kecskemét
- 2002 Budapest
- 2003 Budapest
- 2015 Budapest
- 2016 Sepsiszentgyörgy
- 2016 Marosvásárhely
- 2017 Marosvásárhely
- 2018 Marosvásárhely
- 2019 Kolozsvár
- 2019 Székelykeresztúr

## Önálló kötetek
- 2009 Beszélő ecset, Mentor Kiadó, Marosvásárhely
- 2014 Megtépázott álmodozás, Nico Kiadó, Marosvásárhely
- 2015 Szivárvány kapuja, Juventus Kiadó, Marosvásárhely
- 2017 Grafolíra, Juventus Kiadó, Marosvásárhely
- 2018 Tűz és víz, Juventus Kiadó Marosvásárhely
- 2019 Ég és Föld, Juventus Kiadó Marosvásárhely